# 科林斯灣
科林斯灣（希臘語：Κορινθιακός κόλπος），是希腊的伊奥尼亚海的一个海湾，将南边的伯罗奔尼撒半岛和北边的希腊西部大陆分开，东部以科林斯地峡为界，通过科林斯运河与萨罗尼科斯湾相连接。海湾西部修建有里翁-安迪里翁大桥，与帕特雷湾相连。